# Commerce (Kalifornien)
Commerce ist eine Industriestadt im Los Angeles County in Kalifornien. Das U.S. Census Bureau hat bei der Volkszählung 2020 eine Einwohnerzahl von 12.378 ermittelt.

## Geographische Lage
Im Westen grenzt Commerce an Vernon, im Nordwesten an Los Angeles, im Norden an East Los Angeles, im Osten an Montebello, im Süden an Downey und Bell Gardens und im Südwesten an Maywood. Teile der südwestlichen Stadtgrenzen bildet der Los Angeles River, der Rio Hondo grenzt die Stadt von Downey ab.
Commerce liegt an den Freeways Long Beach Freeway und Santa Ana Freeway. Die von der Los Angeles County Metropolitan Transportation Authority betriebene Metro Los Angeles bedient den Ort ebenso.

## Stadtgeschichte
Die Stadt wurde 1960 gegründet. In den 1970er und 1980er Jahren wurde Commerce im Gegensatz zu einigen naheliegenden Städten kein Opfer der De-Industrialisierung, es entstanden zahlreiche neue Gewerbegebiete.

## Demografie
Bei der Volkszählung im Jahr 2000 wurde eine Bevölkerung von 12.568 Einwohnern in 3284 Haushalten und 2686 Familien ermittelt. Die Bevölkerungsdichte betrug damit 739 pro km². Es wurden 3377 Wohneinheiten in der Stadt gezählt.
Die Bevölkerung bestand laut Volkszählung zu 44,76 % aus Weißen, zu 0,78 % aus Afroamerikanern, zu 1,58 % aus amerikanischen Indianern, zu 1,08 % aus Asiaten und zu 0,08 % aus Bewohnern des pazifischen Inselraums sowie zu 46,94 % aus Angehörigen anderer Ethnien; 4,77 % gaben zwei oder mehrere Ethnien an. Mit 93,61 % gab der Großteil der Bevölkerung spanische oder lateinamerikanische Abstammung an.
Unter den 3284 Haushalten hatten 47,3 % Kinder unter 18 Jahren; 15,5 % waren Single-Haushalte. Die durchschnittliche Haushaltsgröße betrug 3,80 Personen, die durchschnittliche Familiengröße 4,17 Personen.
Nach Altersgruppen teilte sich die Bevölkerung im Jahr 2000 wie folgt auf: 33,8 % waren unter 18 Jahren, 11,1 % von 18 bis 24 Jahren, 28,8 % von 25 bis 44 Jahren, 16,1 % von 45 bis 64 Jahren und 10,2 % waren 65 Jahre oder älter. Der Median des Alters betrug 28 Jahre.
Der Median des Haushaltseinkommens betrug 34.040 US$; der Median des Familieneinkommens betrug 36.572 $. Das Prokopfeinkommen betrug 11.117 $. 15,4 % der Familien und 17,9 % der Bevölkerung lagen unter der Armutsgrenze.

## Besonderheiten
Commerce bietet seinen Einwohnern einen kostenlosen Nahverkehr.

## Söhne und Töchter der Stadt
- Ricardo Lara (* 1974), Politiker
- Patty Cardenas (* 1984), Wasserballspielerin
- Javier Molina (* 1990), Boxer